# 2SZ9 Nona–SZ
A 2SZ9 Nona–SZ (oroszul: 2С9 Нона-С) szovjet önjáró löveg és automata aknavető, amelyet az 1970-es évek második felében fejlesztettek ki a légideszant-csapatok közvetlen tűztámogatására. A BTR–D páncélozott szállító deszantjármű alvázán alapul, a forgatható toronyban elhelyezett 120 mm univerzális löveg hagyományos aknagránátok és tüzérségi lőszerek kilövésére is alkalmas. Az 1980-as évek elején rendszeresítették a szovjet légideszant-csapatoknál. A jármű repülőgépből ejtőernyővel ledobható. Az 1990-as évek elején jelent meg a tüzérségi rendszer BTR–80-ra épített változata, a 2SZ23 Nona–SZVK. Sorozatgyártása  Permben, a Motovilhai Üzemekben folyik.